# NGC 4287
NGC 4287 is een spiraalvormig sterrenstelsel in het sterrenbeeld Maagd. Het hemelobject werd op 26 mei 1864 ontdekt door de Duitse astronoom Albert Marth.

## Synoniemen
- MCG 1-32-14
- ZWG 42.37
- VCC 434
- NPM1G +05.0342
- PGC 39860